# Michael Ansara
Michael George Ansara, född 15 april 1922 i Franska mandatet för Syrien och Libanon, död 31 juli 2013 i Calabasas, Los Angeles County, Kalifornien, var en amerikansk skådespelare.
Ansara var mest känd för att ha spelat klingonen Kang i TV-serien Star Trek.

## Filmografi
- 1956 – Broken Arrow (TV-serie)